# Princisaria carvalhoi
Princisaria carvalhoi är en kackerlacksart som beskrevs av Kumar 1975. Princisaria carvalhoi ingår i släktet Princisaria och familjen jättekackerlackor. Inga underarter finns listade i Catalogue of Life.